# ایوان رادووانوویچ
ایوان رادووانوویچ (صربی: Ivan Radovanović؛ زادهٔ ۲۹ اوت ۱۹۸۸) بازیکن سابق فوتبال اهل صربستان است.
از باشگاه‌هایی که در آن بازی کرده‌است می‌توان به باشگاه فوتبال بولونیا، باشگاه فوتبال آتالانتا، باشگاه فوتبال کیه‌وو ورونا، باشگاه فوتبال پارتیزان، باشگاه فوتبال پیزا، و باشگاه فوتبال نووارا اشاره کرد.
وی همچنین در تیم‌های ملی فوتبال زیر ۲۱ سال صربستان و صربستان بازی کرده‌است.